# جیمز لوتر بول

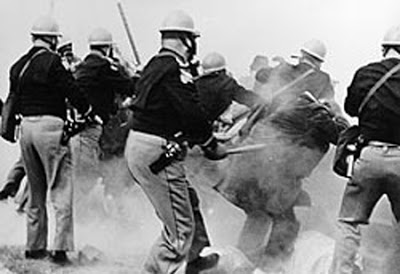
برنامه جیمز لوتر بول برای راهپیمایی از سلما به مونتگومری که منجر به «یکشنبه خونین» شد. معترضان بعداً با حمایت مرکزی، راهپیمایی را تکمیل کردند و هزاران نفر در حمایت از حق رای وارد پایتخت شدند.

جیمز لوتر بول (انگلیسی: James Bevel؛ ۱۹ اکتبر ۱۹۳۶ – ۱۹ دسامبر ۲۰۰۸) سیاست‌مدار، وزیر و رهبر جنبش حقوق مدنی اهل ایالات متحده آمریکا بود.
او به عنوان مدیر کنفرانس مسیحیان جنوب آمریکا با ابتکار عمل و تعیین استراتژی و هدایت و توسعه، سه موفقیت عمده در دوران خودش بدست آورد که می‌توان به جنبش رای‌گیری و جنبش باز اسکان شیکاگو ۱۹۶۶ اشاره کرد. یکی از طرح‌های او بعداً راهبردهایی برای تصویب قانون حق رای سیاه پوستان در سال ۱۹۶۵ در کنگره شد.
او قبل تر از این در جنبش دانشجویی نشویل فعالیت می‌کرد که در سال ۱۹۶۰ اعتصاب دانشجویی را هدایت کرد و چندین بار مورد حمله قرار گرفت. او چندین جنبش حق رای در می‌سی‌سی‌پی را در سالهای ۱۹۶۱ و ۱۹۶۲ هدایت و رهبری کرد.
همچنین در سال ۱۹۶۷ راهپیمایی جهت پایان دادن جنگ ویتنام را هدایت کرد.
آخرین اقدام بزرگ او، راهپیمایی میلیونی در واشینگتن بود.
او به حق پدر حق رای و استراتژیست و معمار جنبش حقوق مدنی برای دهه ۱۹۶۰ نام گرفت.